# Đồng hồ trăng sao

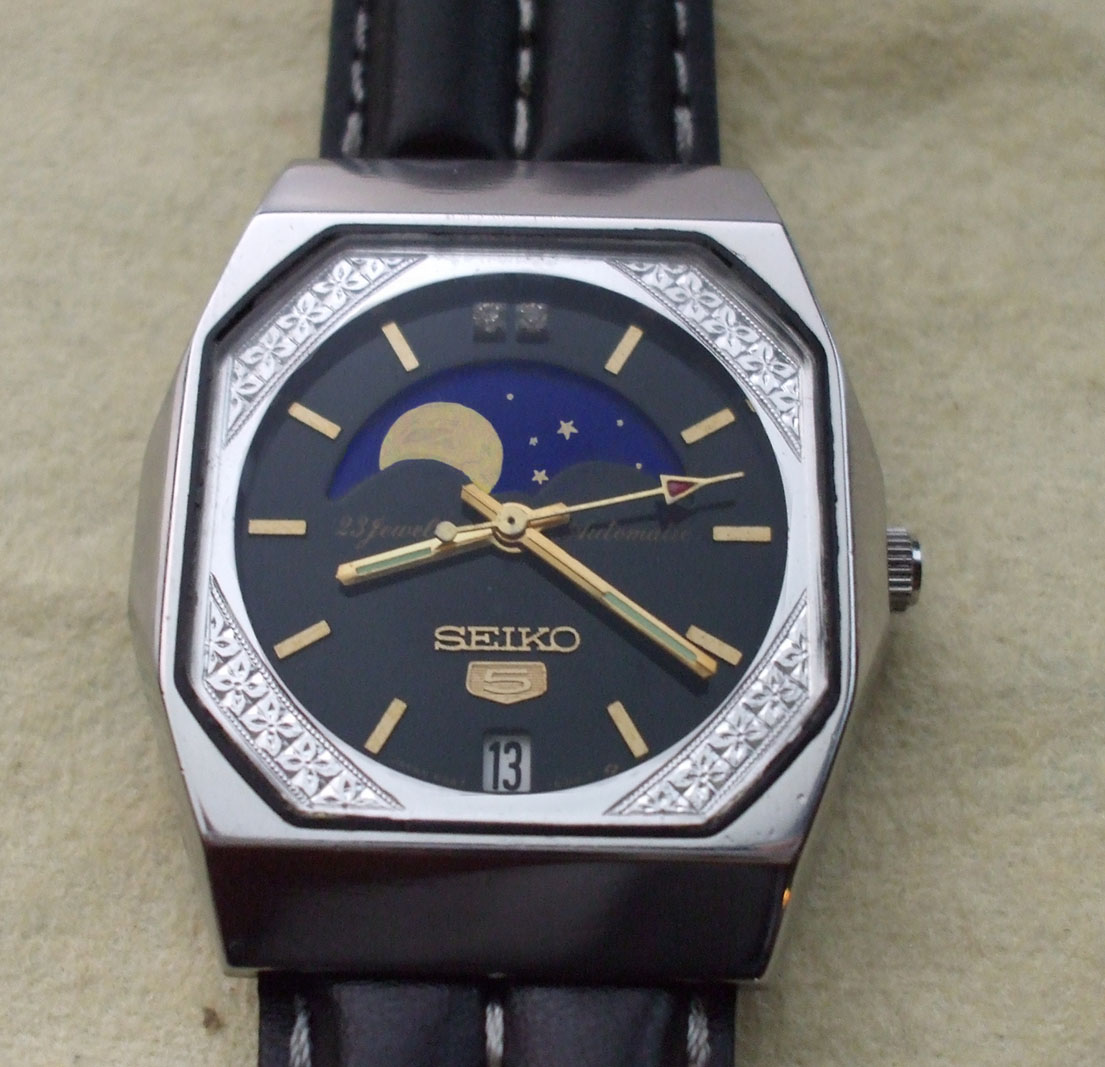
Một loại đồng hồ trăng sao của hãng Seiko, Japan

Đồng hồ trăng sao (tiếng Anh: moon phase watch) là một loại đồng hồ ngoài chức năng chỉ giờ còn có chức năng chỉ dẫn chu kỳ tròn khuyết của mặt trăng. Chức năng trăng sao đầu tiên xuất hiện trên đồng hồ treo tường, về sau được đưa vào đồng hồ đeo tay. Đa số đồng hồ trăng sao là đồng hồ thạch anh (quartz) do chi phí sản xuất đồng hồ trăng sao cơ (automatic) rất cao. Ngoài đồng hồ kim (analog), một số đồng hồ điện tử (digital) cũng có chức năng chỉ dẫn chu kỳ mặt trăng. Một số hãng ngoài chỉ mặt trăng còn đưa vào chức năng chỉ mặt trời nhằm chỉ sáng tối.